# Lelietjespuntkogeltje
Het Lelietjespuntkogeltje (Mycosphaerella brunneola) is een schimmel behorend tot de familie Mycosphaerellaceae. Deze biotrofe parasiet komt voor op levende bladeren van kruidachtige planten uit de familie Asparagaceae.

## Kenmerken
Mycosphaerella brunneola veroorzaakt bladvlekken met beiderzijdige pycnidia. De conidia zijn ongesepteerd en meten 35-70 x 2 µm.

## Verspreiding
In Nederland komt het lelietjespuntkogeltje uiterst zeldzaam voor.